# Kubas folkparti
Kubas folkparti (Partido del Pueblo Cubano), ofta benämnt Partido Ortodoxo ("Ortodoxa partiet") var ett kubanskt politiskt parti grundat 1947 av Eduardo Chibas. Partiet var nationalistiskt och vänsterliberalt med som huvudfråga kampen mot den ökande korruptionen, ett befästande av den sköra demokrati som grundats genom 1940 års grundlag, minskat inflytande av utländska, främst amerikanska intressen samt nationell solidaritet och socialistiskt präglade reformer. Efter Chibas självmord 16 augusti 1951 ställde kusinen Roberto Agramonte upp i följande årets presidentval, ett val som avblåstes efter Fulgencio Batistas statskupp i mars 1952. Partiet levde under diktaturen i recession för att 1961, efter partimedlemmen Fidel Castros maktövertagande sammanslås med en rad andra organisationer till Organizaciones Revolucionarias Integradas, det nuvarande Kubas kommunistiska parti.